# هنوور اسکوئر رومز

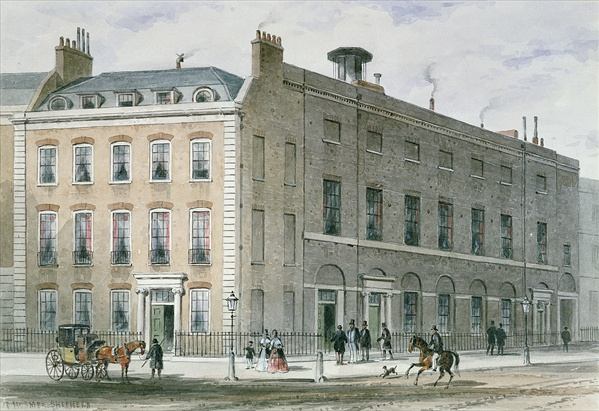
هَـنوور اسکوئر رومز در گوشه جنوب شرقی هَـنوور اسکوئرر (l) و خیابان هَـنوو (r)

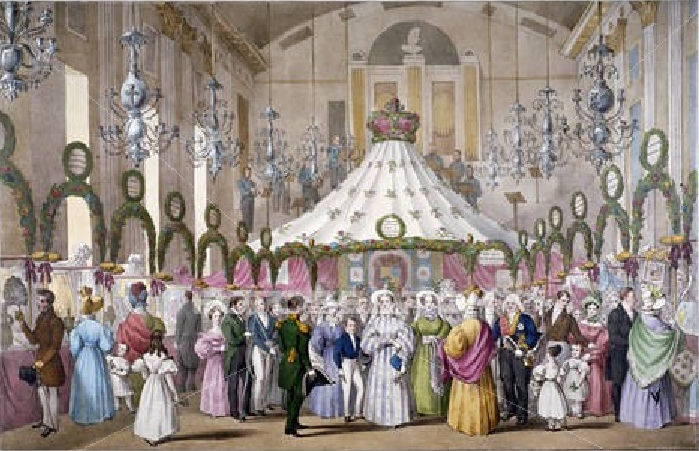
آدلاید ساکس-ماینینگن در نمایشگاهی برای کمک به خارجی‌های دچار سختی، در یکی از سال‌های گردهمایی در سال ۱۸۳۳

هَـنوور اسکوئر رومز (انگلیسی: Hanover Square Rooms) یک همارت بزرگ با سالن‌های گردهمایی بودند که عمدتاً برای اجرای موسیقی در گوشه هَـنوور اسکوئر لندن توسط سِـر جان گالینی با همکاری یوهان کریستیان باخ و کارل فریدریش آبل در سال ۱۷۷۴ بنیان نهاده شد. دقیقاً به‌مدت یک قرن این مکان، محل اصلی اجرای کنسرت در لندن بود. این ساختمان در سال ۱۹۰۰ تخریب شد.
بسیاری از موسیقی‌دانان نامدار همچون یوزف هایدن، یوهان نپوموک هومل، فلیکس مندلسون، نیکولو پاگانینی، فرانتس لیست، آنتون روبینشتاین، یوزف یواخیم، هکتور برلیوز، کلارا شومان و جنی لیند به این مکان آمده و برنامه اجرا کردند. در این مکان بود که انجمن باخ با رهبری و هدایت ویلیام استرندیل بنت نخستین اجرای انجیل به روایت متی را در انگلستان ارائه کرد.